# 三冠物語
三冠物語（さんかんものがたり）は、1997年10月7日（6日深夜）から同年12月23日（22日深夜）（秋季編成）にかけて、関西テレビの深夜放送として放送された競馬ドキュメンタリー番組である。
番組では、中央競馬クラシック三冠競走（皐月賞、日本ダービー、菊花賞）、及び中央競馬牝馬三冠（桜花賞、優駿牝馬、秋華賞）について、ある1年にスポットライトを当てて三冠を達成した馬、あるいは三冠を賭けていながらもあと一歩でそれを逃した馬の悲喜こもごもをドキュメンタリーで描いた。